# Портрет художника Гране
«Портрет художника Гране» — портрет роботи французького художника Енгра (1780—1867), створений в 1807 році в Італії.

## Передісторія
Довгий час Гране й Енгр були добрими знайомими, особливо в молоді роки. Обидва провінціали, вони пробилися у майстерню паризького художника Жака-Луї Давіда, повні надій на приємне майбутнє. Обидва засвоїли настанови класицизму і французького академізму, хоча їх індивідуальні манери суттєво відрізнялись від манери Давіда.
Гране перебував в майстерні Давіда всього декілька місяців, а потім працював самостійно у Франції і в Італії. Вже на початку 1800-х років Гране виборов перше визнання у художніх критиків і колекціонерів, хоча його обдарування виявилося помітно меншим і за обдарування Давіда, і за здібності Енгра. Він створював псевдоісторичні композиції побутового жанру («Кардинал Массімо у ліжка помираючого Пуссена в Римі») і замальовки архітектури та інтер'єрів (« Інтер'єр монастиря капуцинів в Римі»).
Енгр, навпаки, затримався в майстерні Давіда на декілька років і працював пліч-о-пліч з уславленим майстром, навчався довго і наполегливо, замальовував для себе його композиції і портрети, відвідував музей Лувр і бібліотеки. 1801 року, представивши на конкурс власну картину «Посланці Агамемнона у Ахілла» (нині — Школа красних мистецтв, Париж), Енгр виборов Велику римську премію. Вона повинна була забезпечити 4-річне перебування молодого художника в Італії за кошти держави. Але наполеонівська Франція готувалася до війни і кошти були потрібні саме для війни. Енгр потрапить до Італії, але пізніше.
Енгр і Гране зустрілись в Римі. Разом працювали і разом замальовували краєвиди і куточки папської столиці. Ще в Парижі Енгр почав створювати портрети за замовами, аби заробляти на життя. Портретну практику успішно продовжив і в Римі.

## Портрети роботи Енгра римського періоду

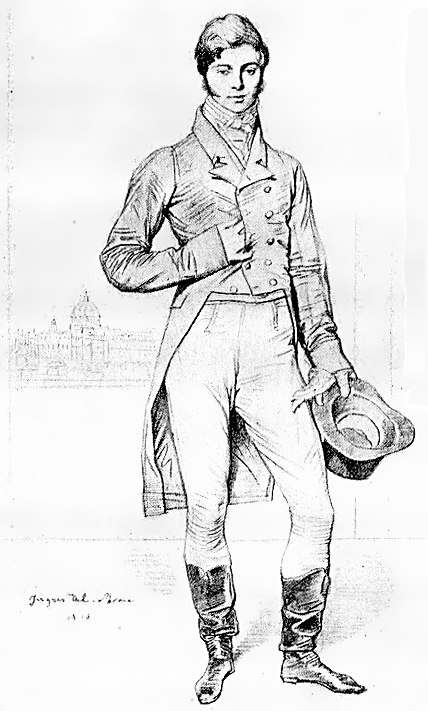
Лорд Грентхем у повний зріст, 1816 р.

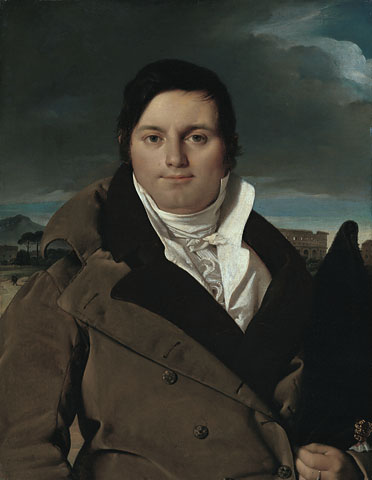
Портрет Жозефа Мольтедо, директора французької пошти, 1810 р.
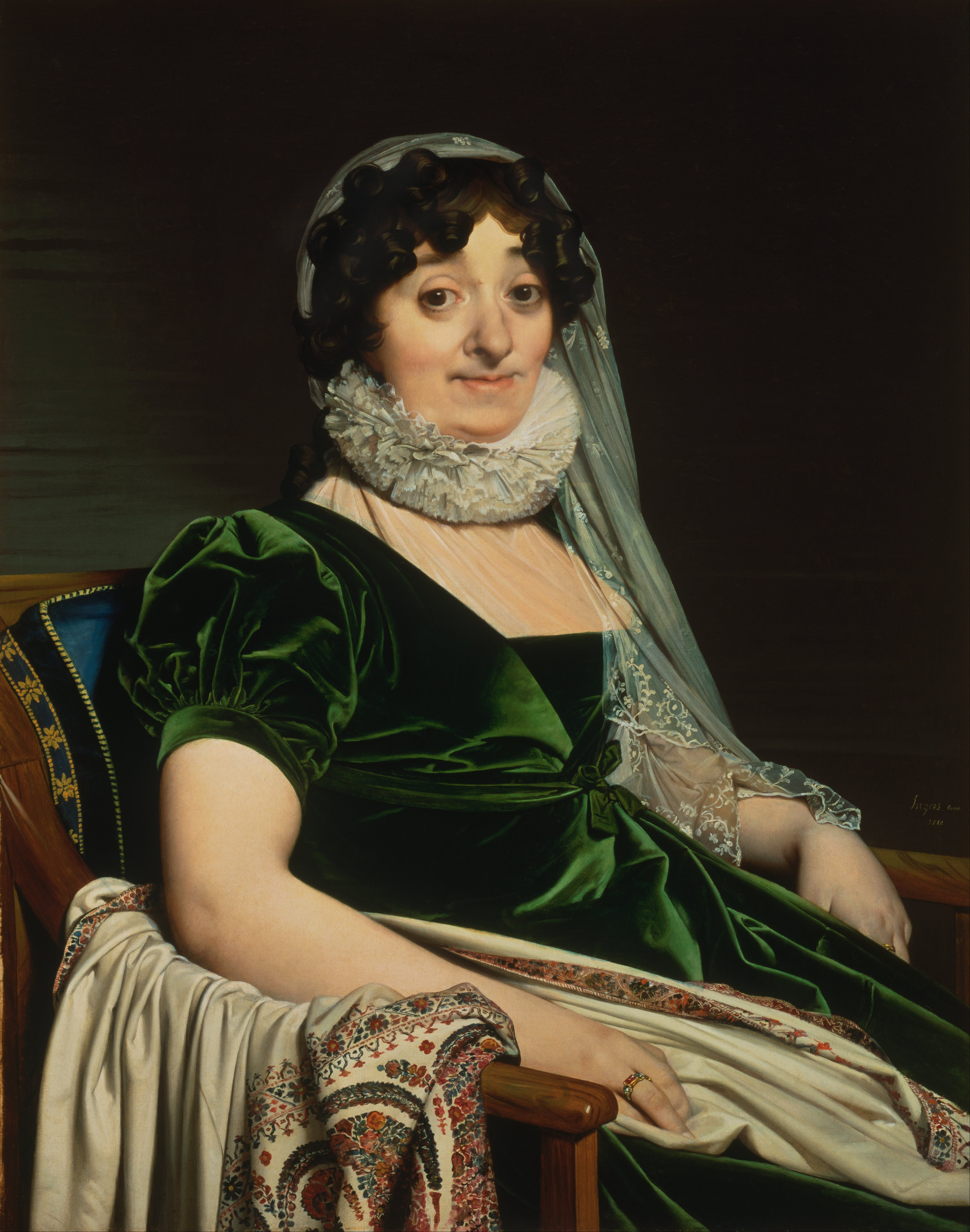
«Шестидесятирічна графиня де Турнон », 1812 р.
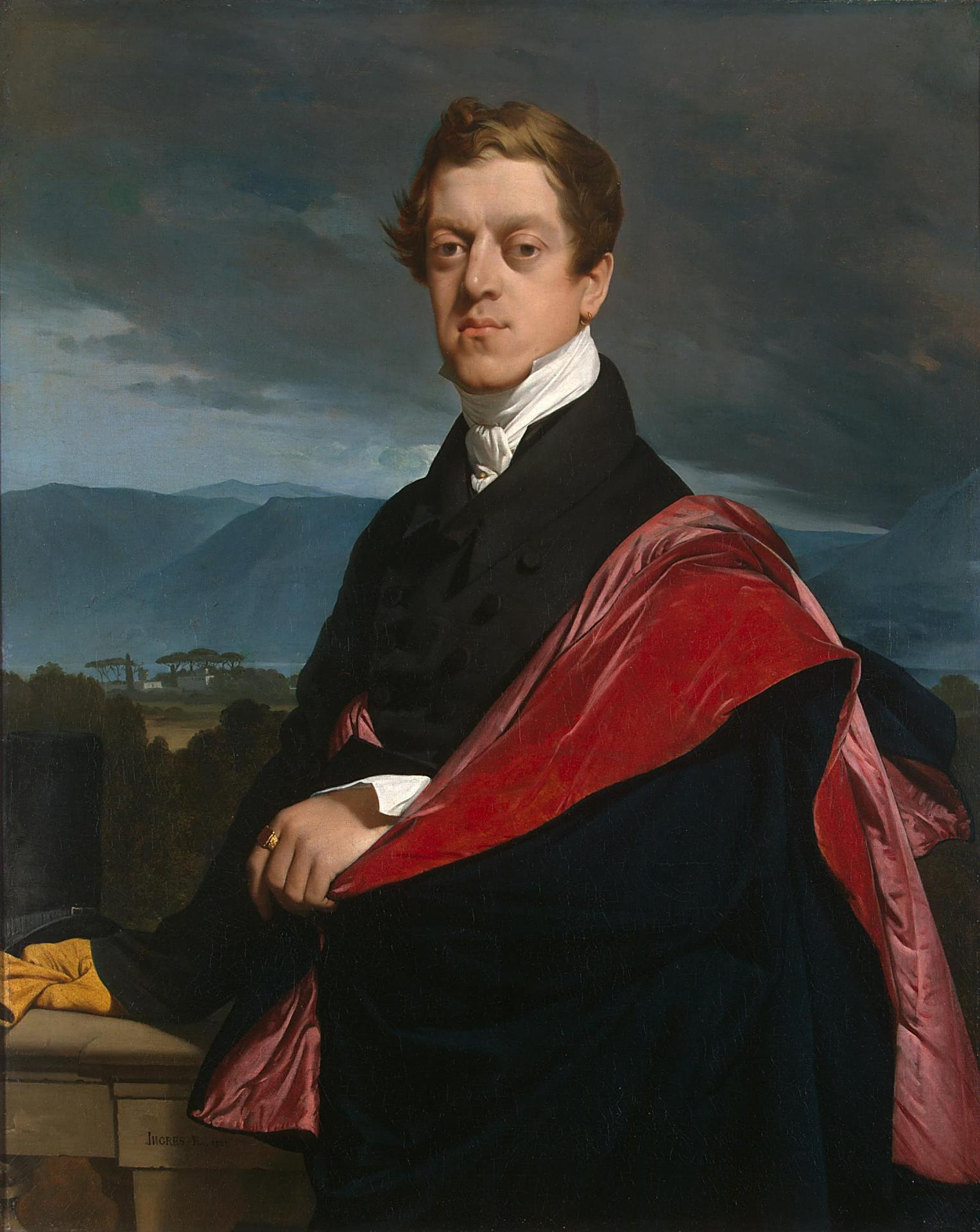
Російський дипломат Гур'єв, 1821 р.

## Опис твору
Енгр подав Франсуа Гране на передньому плані наближеним до глядача. Фігура заповнює площину картини настільки, що для опрацювання оточення залишає мало місця. Тим не менше оточення є і ретельно пророблене. Портретований перебуває перед парапетом на якомусь узвишші, звідки добре видно краєвид міста.
Всі ці риси характерні і для інших портретів Енгра цього періоду (Портрет Жозефа Мольтедо 1810 р., Російський дипломат Гур'єв 1821 р.)
В Римі, окрім живопису Рафаеля з мадоннами і коштовних фресок різних італійських художників, Енгр постійно цікавився архітектурою Риму. Краєвиди Риму, його різні куточки й окремі споруди постійно присутні в безлічі його малюнків. Але присутні як тло для портретів в малюнках старих і молодих французів, що мешкали в Італії на хвилі військових захоплень дрібних італійських князівств (малюнки-портрети).
На портреті художника Гране — теж краєвид Риму. Ретельно відтворений Квірінальський палац, його видовжена частина, вибудована в стилі римського бароко 17 століття за проектом Лоренцо Берніні. Римляни іронічно прозивали видовжену частину палацу «Довгий рукав», а невдалу прибудову двох дзвіниць Берніні до Пантеону — «ослячими вухами».
Енгр ретельно і точно відтворив обличчя Гране, не спокусившись і на цяточку компліментів (обличчя Гране далеке від канонів класицизму). Досить точно передані і модний одяг митця, і модна зачіска, з пасмами волосся на лобі, наче розбурхана і кинута туди вітром. В руці Гране — папка з малюнками і напис прізвища художника з перевернутою догори дригом латинською літерою «N». Поряд — підпис Енгра. Автор подав Гране натхненим і ніби в раптовому русі. За даними дослідників Енгр переписав лише небо, зробивши його похмурим, переддощовим, що перегукувалось із романтичним образом на полотні.